# (4193) Salanave
(4193) Salanave est un astéroïde de la ceinture principale.

## Description
(4193) Salanave est un astéroïde de la ceinture principale. Il fut découvert le 26 septembre 1981 à la station Anderson Mesa par Brian A. Skiff et Norman G. Thomas. Il présente une orbite caractérisée par un demi-grand axe de 3,15 UA, une excentricité de 0,17 et une inclinaison de 1,9° par rapport à l'écliptique.

## Compléments